# 버뮤다 올림픽 협회
버뮤다 올림픽 협회(영어: Bermuda Olympic Association)는 버뮤다의 국가 올림픽 위원회이다. IOC 코드는 BER이다. 본부는 해밀턴에 있으며 범아메리카 스포츠 기구에 소속되어 있다.
1968년에 설립되었으며 같은 해에 국제 올림픽 위원회의 승인을 받았다. 올림픽, 팬아메리칸 게임, 코먼웰스 게임, 중앙아메리카·카리브해 경기 대회를 비롯한 국제 스포츠 대회에 참가하는 버뮤다의 선수들을 대표한다.

## 같이 보기
- 올림픽 버뮤다 선수단